# Anarquía del Año XX
Se denomina Anarquía del Año xx, en la historia argentina, al proceso político y militar ocurrido entre 1819 y 1823, que va desde la descomposición del Directorio hasta, una vez desaparecido el gobierno nacional, la estabilización de los gobiernos de las provincias argentinas.
En sentido estricto, este nombre ha sido aplicado al mismo proceso, pero limitado a 1820, en la provincia de Buenos Aires.

## Antecedentes
Después de la Revolución de Mayo hubo al menos cuatro gobiernos colegiados en las Provincias Unidas del Río de la Plata. La formación del Directorio había sido una tentativa de estabilización del gobierno argentino, una vez establecido que la independencia no había sido una situación pasajera.
Pero las tendencias centralistas del Directorio chocaron con las ansias autonomistas de las provincias, que no se sintieron representadas por los distintos gobiernos, casi todos ellos formados únicamente por iniciativa de la capital, Buenos Aires.
El núcleo más firme de oposición se había formado en las provincias del Litoral, que bajo la conducción de José Artigas se habían rebelado ante la autoridad del Directorio y habían formado la Liga Federal, cuyos gobiernos eran, en la práctica, independientes del gobierno central.
Tras un período en que lograron extender las tendencias federales mucho más lejos, a principios de 1819 quedaron sólidamente afianzadas como provincias federales las de la Provincia Oriental, Corrientes, Entre Ríos, Santa Fe y Misiones. En esos meses se pactó una tregua entre el directorio y las provincias federales, que a todas luces resultaba frágil.
El 10 de junio de 1819, el Congreso de Tucumán eligió como Director Supremo de las Provincias Unidas del Río de la Plata al general José Rondeau. El nuevo Director Supremo no solo no cambiaría la política hostil de sus antecesores ante el federalismo, sino que estaba dispuesto a reforzarla: propuso al general Carlos Federico Lecor, gobernador de la ciudad de Montevideo, ocupada por Portugal, atacar a los federales hasta el río Paraná, esto es, ceder Entre Ríos y Corrientes a ese reino.
La noticia de ese pacto decidió a los federales a tomar la iniciativa, enrolando además en sus filas al exgobernante chileno, general José Miguel Carrera, y también un aliado inesperado, el ex director supremo Carlos María de Alvear. De modo que el gobernador de Santa Fe, Estanislao López, reinició las hostilidades. Francisco Ramírez, gobernador de Entre Ríos, y Pedro Campbell, jefe del ejército correntino, se trasladaron a Santa Fe.
Rondeau ordenó al general José de San Martín regresar con su Ejército de los Andes desde Chile para atacar Santa Fe, pero este desobedeció abiertamente. Idéntica orden recibió Manuel Belgrano, comandante del Ejército del Norte; este dejó el mando al general Francisco Fernández de la Cruz, que se dirigió con sus fuerzas hacia el sur.
A principios de noviembre de 1819, Ramírez invadió y saqueó todo el norte de la provincia de Buenos Aires. Por esos mismos días, el caudillo local Felipe Álvarez lanzó una gran ofensiva en todo el sur de la provincia de Córdoba y tomó el fuerte de Fraile Muerto. Fue sorprendido por el general Juan Bautista Bustos, que le causó 16 bajas el 24 de noviembre de 1819. De todos modos, ocupó la posta de Cruz Alta, abandonándola poco antes de que el Ejército pasara por allí. Mientras tanto, el caudillo Juan Antonio Guevara ocupaba nuevamente el fuerte de El Tío.

## Revoluciones en Tucumán y San Juan
A fines de 1818, Belgrano había desplazado a todo el ejército hacia Córdoba, dejando en Tucumán una pequeña unidad de 300 soldados al mando del coronel Domingo Arévalo. Durante la noche del 11 de noviembre de 1819, los oficiales Manuel Cainzo, Abraham González y Felipe Heredia se sublevaron y arrestaron a Arévalo, al general Belgrano, que estaba de paso, y al gobernador Feliciano de la Mota Botello.
Tres días después, un Cabildo Abierto nombraba gobernador al exgobernador directorial Bernabé Aráoz, quien había organizado el motín. El gobernador reconoció la autoridad del Directorio, pero ―al igual que había hecho Güemes en Salta― ignoró por completo su autoridad. Y además se quedó con el armamento del Ejército del Norte que había encontrado, que no era poco.
En las provincias de Cuyo estaba acuartelada más de la mitad del Ejército de los Andes, esperando el final de las campañas navales que permitieran comenzar la campaña al Perú. Los dirigentes de San Juan estaban cansados de ser gobernados desde Mendoza, y la presión fiscal para financiar el Ejército de los Andes provocaba una fuerte recesión económica. Algunos personajes secundarios incitaron a la rebelión a los oficiales del regimiento de Cazadores de los Andes.
El 9 de enero de 1820, el capitán Mariano Mendizábal y el teniente Francisco Solano del Corro dirigieron una revuelta de oficiales subalternos y sargentos. El movimiento fue apoyado por los federales de San Juan, que lograron el arresto del teniente de gobernador, y el cabildo nombró gobernador a Mendizábal. Así cayó el régimen directorial en Cuyo, y San Juan pasó a ser provincia autónoma.

## El motín de Arequito
Al mando del general Fernández de la Cruz, el Ejército del Norte se dirigió hacia la provincia de Buenos Aires, con intención de unirse al ejército de Rondeau y atacar juntos a los federales. Pero el 8 de enero de 1820, al llegar a la posta de Arequito, el general Bustos y los coroneles Alejandro Heredia y José María Paz se sublevaron, acompañados por la mayoría de los cuerpos militares. Anunciaron a Fernández de la Cruz que se negaban a continuar con la guerra civil y regresaban al frente norte. Explícitamente se declararon neutrales en el enfrentamiento entre los federales y el Directorio, para no ser acusados de haberse pasado al enemigo.
Tras una serie de discusiones, en que casi llegaron a un enfrentamiento, Bustos obligó a Fernández de la Cruz a entregarle su ejército y su armamento, y arrestó a su exjefe y a algunos oficiales.
Al día siguiente, Bustos inició el regreso a Córdoba y escribió a Estanislao López y a Rondeau, explicándoles las causas de lo ocurrido, y sus planes de regresar al norte. El 19 de enero de 1820 renunció el gobernador cordobés Manuel Antonio Castro, y un cabildo abierto nombró gobernador interino a José Javier Díaz. Bustos y el Ejército del Norte fueron recibidos en triunfo. Poco después, Bustos era electo gobernador titular.

## Batalla de Cepeda
Rondeau no había hecho nada para repeler la primera invasión de Ramírez, ya que esperaba al Ejército de Norte. Una vez que comprobó que este nunca llegaría, justamente cuando la situación se hacía más crítica para él, decidió avanzar hacia el enemigo al frente de su ejército de 2000 hombres.
El 1 de febrero de 1820 le salieron al cruce 1600 soldados federales, todos de caballería: 600 entrerrianos, 600 santafesinos y 400 correntinos. Ramírez asumió el comando federal.
Un grave error táctico de Rondeau permitió a los federales vencerlo con mucha facilidad en la batalla de Cepeda (cerca de Pergamino). En alrededor de diez minutos, toda la caballería directorial fue dispersada, arrastrando en su huida a Rondeau.
Ramírez intimó rendición al jefe de la infantería, Juan Ramón Balcarce, pero este se retiró ordenadamente hacia San Nicolás de los Arroyos. Ramírez prohibió que atacaran a los porteños, argumentando que necesitarían de esos infantes para luchar contra los portugueses.

## Tratado del Pilar
López y Ramírez enviaron una nota al pueblo de Buenos Aires, dándole un tiempo de 8 días para deliberar y comunicarles su decisión a los jefes vencedores. Cumplido el plazo, avanzaron hacia la capital, anunciando que no iban en tren de conquista, sino a salvaguardar sus instituciones, dejándolos en plena libertad para que eligieran el gobierno que les conviniese. Solo esperaban el anuncio de que los porteños se gobernaban libremente para abandonar el territorio de la provincia hermana.
Rondeau logró llegar hasta Buenos Aires y se hizo cargo de su puesto, pero ya era tarde: el general Soler, jefe del Ejército de Reserva —formado por viejos, lisiados y novatos— instalado en Puente de Márquez, exigió al cabildo porteño que disolviera el Congreso Nacional y derrocara al Director. El pedido era refrendado por varios jefes militares, como Hilarión de la Quintana, Florencio Terrada, Manuel Guillermo Pinto, Manuel Pagola y Ángel Pacheco.
El 11 de febrero, Rondeau renunciaba a su cargo. El Congreso de Tucumán se consideró disuelto, y sus diputados huyeron a sus provincias.
La presión de López y Ramírez logró que el primer gobernador autónomo de Buenos Aires fuera Manuel de Sarratea, un porteño, antiguo enemigo de Artigas, que había venido con los caudillos y a quien estos habían enviado a la ciudad a lograr la caída del Director. Este firmó con López y Ramírez el Tratado del Pilar, del 23 de febrero de 1820, por el cual se transaba la paz y se convocaba a las provincias a un nuevo congreso, a sesionar en San Lorenzo (Santa Fe). Por una cláusula secreta, se acordaba la entrega de armamento a los ejércitos invasores.
Pero entre la batalla y el tratado había ocurrido una novedad que cambiaría todo: había llegado al campamento federal la noticia de la derrota de Artigas en la batalla de Tacuarembó, ocurrida el 29 de enero de 1820, a raíz de la cual este había evacuado la Banda Oriental hacia Corrientes.
Por eso, en el tratado se dejaba a criterio posterior de los firmantes la colaboración en la guerra contra Portugal y se invitaba a Artigas —mencionado apenas como gobernador de la Provincia Oriental— a adherir al Tratado.
Poco después entraron a la ciudad los jefes federales, que se portaron respetuosamente y fueron bien tratados por los nuevos gobernantes. La humillación de la derrota, creyeron, sería suficiente para garantizar la paz en un pie de igualdad.

## Después de Cepeda
En Buenos Aires, la entrega del material de guerra acordado en el Tratado del Pilar hizo enojar a muchos porteños, entre los que se destacaron los jefes con mando de tropa, Soler, Balcarce y Quintana. Estos forzaron un cabildo abierto, que el 6 de marzo de 1820 nombró gobernador a Balcarce. Pero este duró menos de una semana, ya que Estanislao López y Francisco Ramírez, los caudillos vencedores en Cepeda, le recordaron que aún estaban muy cerca de la ciudad. Balcarce no tenía apoyo suficiente para oponérseles, por lo que renunció; Sarratea volvió al gobierno y López a la provincia de Santa Fe.
En Buenos Aires se sucedieron asonadas y revoluciones casi semanalmente: Carlos María de Alvear reunió un nuevo cabildo abierto, que estuvo por nombrarlo gobernador. Pero una discusión secundaria derivó en un escándalo con puñetazos entre oficiales superiores, y el acto quedó anulado.
A fines de marzo de 1820, Ramírez abandonó también la provincia, siendo perseguido por Soler; pero los hombres de Soler se amotinaron y no hubo persecución. Alvear y Carrera reunieron cada uno su propio grupo de veteranos, mezclados con gauchos, milicianos, exiliados y negros libertos, y con ellos acompañaron a Ramírez hasta Rosario. Desde allí, este regresó a su provincia, acompañado por algunos oficiales porteños, entre ellos Lucio Norberto Mansilla.
El 1 de mayo de 1820, a falta de apoyo, renunció Sarratea. En su lugar asumió el presidente de la Junta de Representantes, Ildefonso Ramos Mejía.

## Guerra entre Artigas y Ramírez
Al regresar a Entre Ríos, Ramírez ya estaba prevenido contra la posible actitud de Artigas, y sabía que el Protector no iba a aceptar el acuerdo que acababa de firmar, y que dejaba a los orientales prácticamente desvalidos en manos de los invasores.
Tras un violento intercambio de acusaciones en sendas cartas, Artigas y Ramírez se prepararon para la guerra. El Protector firmó un pacto con los gobiernos de Corrientes y Misiones, y enseguida pasó al ataque. Obtuvo una notable victoria en Las Gauchas, pero luego fue derrotado sucesivamente en varios combates: Bajada del Paraná, Sauce de Luna, Rincón de los Yuquerís, Mandisoví, Mocoretá, Las Tunas, Osamentas, María Madre, Ábalos y Cambay. Sus propios oficiales se pasaron a las fuerzas de Ramírez.
En la Bajada del Paraná, Artigas aún contaba con 3.000 hombres, principalmente correntinos; en Ábalos se salvaron 12 soldados, y el propio Artigas escapó en ancas del caballo de su hijo.
En permanente huida hacia el norte, tenazmente perseguido, el Protector entró en territorio de Misiones. Se acercó a la frontera con el Paraguay y envió una carta al dictador de ese país, Gaspar Rodríguez de Francia, pidiendo asilo. Este se lo concedió, con la precaución de alejarlo de cualquier actividad política. Con el exilio de Artigas en el Paraguay terminaba el largo período llamado Ciclo Artiguista.
El 29 de septiembre, Ramírez expidió en Corrientes un reglamento con el que fundaba la República de Entre Ríos; esto es, una provincia federal que deseaba unirse a las demás en una federación de iguales. Por unos meses soñó con invadir el Paraguay, para reunirlo a las Provincias Unidas y formar divisiones de infantería paraguaya para liberar la Banda Oriental. Según José Luis Busaniche tenía más de 3.000 hombres y una escuadra regular para tal empresa, «habría destruido a Francia, indudablemente, y el Paraguay sería hoy una provincia de la República Argentina».
En enero de 1821, Ramírez abandonó Corrientes, dejando como teniente de gobernador a Evaristo Carriego, mientras sus tropas derrotaban y expulsaban a Sití, el gobernador misionero, que se había insubordinado.

## Cañada de la Cruz
El reemplazo de Sarratea en Buenos Aires, y el retraso de esta provincia en enviar sus delegados al congreso que debía reunirse en San Lorenzo alarmaron a López, que invadió la provincia para obligar a su gobierno a acatar el Tratado de Pilar, llevando consigo a Alvear y a Carrera. Al llegar la noticia, el gobernador renunció, mientras el general Soler se hacía elegir por el cabildo de la villa de Luján. Dos días más tarde, era reconocido también en la capital.
Soler salió con urgencia a la campaña, a defenderse de López, que avanzaba al frente de 1200 hombres. Le salió al cruce con fuerzas equivalentes en la Cañada de la Cruz —cerca de la actual Capilla del Señor— el 28 de junio. El ala izquierda, mandada por el coronel Domingo French, quedó empantanada en la inundada cañada, y toda la división fue tomada prisionera. El ala derecha, bajo el mando de Manuel Pagola, y el centro, al mando del mismo Soler —que, imprudentemente, había dejado atrás sus cañones— fueron rechazados. Los porteños tuvieron 400 bajas.
Pagola se retiró hacia Buenos Aires, ocupó el Fuerte y se hizo dar el mando del ejército de la ciudad. Entonces la legislatura llamó en su ayuda al coronel Manuel Dorrego, recién regresado de su exilio, que convenció a Pagola de dejarle el mando. En premio, Dorrego fue nombrado gobernador. Su primera preocupación fue reorganizar los 6000 hombres de que todavía podía disponer la provincia.
Mientras tanto, el mismo cabildo de Luján que había elegido a Soler eligió gobernador a Alvear, pero no fue aceptado en la capital.

## Batalla de Gamonal
Dorrego también salió a campaña para enfrentar a López, pero este se retiró hacia su provincia. Alvear y Carrera se separaron de él y ocuparon San Nicolás de los Arroyos. Allí los fue a buscar Dorrego, que atacó la ciudad el 12 de julio de 1820. Por pura casualidad no se encontraban allí Alvear ni Carrera, que se habían trasladado a conferenciar con López en Rosario. La defensa quedó a cargo de los coroneles Benavente, Zufriátegui, Vedia, Perdriel, Vázquez, Iriarte y Anacleto Medina.
Dorrego derrotó completamente a los defensores, y los soldados vencedores saquearon el pueblo, causando más daño después de la batalla que durante la misma. Harto de Alvear, López lo hizo embarcar hacia la Banda Oriental.
Dorrego y López iniciaron conversaciones, que quedaron estancadas cuando el porteño exigió la entrega de Carrera. Entonces avanzó hacia la provincia de Santa Fe, atacando a López el 12 de agosto con la ayuda del general Martín Rodríguez y del comandante Juan Manuel de Rosas. Los derrotó en el combate de Pavón.
No fue una victoria definitiva; Rodríguez y Rosas se negaron a seguir la campaña, llevándose con ellos las milicias rurales. También se retiraron las milicias urbanas de la capital, aunque Dorrego, que seguía avanzando, recibió algunos refuerzos veteranos. Hábilmente, López lo llevó a acampar en un campo de pastos venenosos, que dejaron al ejército porteño prácticamente a pie. Dorrego tuvo que retroceder, y los santafesinos fueron detrás de él. La operación fue tan rápida que tuvieron tiempo de esquivar al gobernador porteño y tomar Pergamino.
Dorrego decidió no retroceder para reunirse con los refuerzos enviados desde Buenos Aires, al mando del coronel Domingo Soriano Arévalo.
Dorrego fue atacado por López en su propio campamento, en la batalla de Gamonal, del 2 de septiembre: las fuerzas porteñas fueron envueltas entre dos alas de caballería; al pronunciarse la fuga, los federales se lanzaron a una feroz matanza, causándoles 320 muertos y 100 prisioneros, casi todos heridos. El mismo López ordenó detener la matanza, asombrado de la forma en que morían los porteños, sin siquiera defenderse.

## El final de la Anarquía

### La resolución de la anarquía en Buenos Aires
La opinión pública porteña buscaba desesperada la paz. Rodríguez y Rosas echaron la culpa de la derrota a la intransigencia de Dorrego, y lograron un nuevo llamado a elecciones. Con pocas variantes, fue elegida una legislatura casi igual a la que había gobernado durante los últimos seis meses, y esta nombró gobernador a Martín Rodríguez el 26 de septiembre. Dorrego se había retirado a San Antonio de Areco, donde entregó el mando de sus 1400 hombres al coronel Blas José Pico.
Pero las milicias de la capital no estaban dispuestas a ceder el poder a las milicias rurales, cuyo jefe era Rodríguez. El coronel Pagola, apoyado por Quintana se alió con una parte del cabildo y, poniéndose al frente de las milicias, se apoderó del Fuerte el 1.º de octubre. El Cabildo, enfrentado a Rodríguez, desconoció su autoridad, y secundó a los jefes militares. Reunió un cabildo abierto para elegir un nuevo gobernador, alejado del partido directorial, que era nuevamente mayoría en la legislatura. Pero la exigencia de los capitulares, que querían un gobernador civil, hizo fracasar el cabildo abierto en medio de tumultos.
El 4 de octubre, Rodríguez estaba de vuelta en Buenos Aires al frente de unos 1800 hombres de las milicias del sur de la provincia; entre estos se destacaban por su disciplina los «colorados del Monte», cuerpo organizado y mandado por el comandante Juan Manuel de Rosas. Rodríguez propuso negociaciones, cosa que fue aceptada por Quintana. Pero los milicianos, temiendo ser dejados de lado y castigados con más severidad que sus jefes, se negaron a negociar nada.
El 5 de octubre, cuando la deserción había mermado las fuerzas de Pagola a menos de 1000 hombres, en su mayoría novatos y ciudadanos reclutados a la fuerza, las tropas de Rosas atacaron a las de Pagola, que se defendieron sin orden de sus jefes. Fueron cruelmente derrotados, y sufrieron más de 300 muertos. Pagola, Quintana, el alcalde Dolz y el capitán González Salomón fueron tomados prisioneros; este último fue el único fusilado.
Los Colorados del Monte fueron bautizados «restauradores de las leyes», título que poco después quedó identificado con el coronel Rosas.

### Andanzas de Carrera
Cuando Dorrego todavía marchaba hacia Santa Fe, el general José Miguel Carrera se lanzó con unos pocos chilenos y gauchos a la frontera.
Se puso en contacto con varios grupos de indígenas, especialmente ranqueles, y les pidió ayuda para llegar hasta Chile para deponer a O'Higgins, logrando reunir mil a dos mil lanzas (Carrera mismo eleva la cifra a 10 000 o 14 000).
Durante los primeros meses del año 1820, los caciques habían aprovechado el caos en que estaba sumida la provincia para iniciar una serie de ataques a poblaciones de la frontera sur. Ante el pedido de Carrera, lo ayudaron a hacer un arreo de vacas y caballos de la zona de Arrecifes hacia la pampa. Y como esto no fuera suficiente para Carrera, le ofrecieron el botín que se pudiera obtener del saqueo del pueblo de Salto. Perdida toda posibilidad de recabar ayuda a otros aliados, el general chileno aceptó ir como auxiliar de un malón, y mientras los chilenos saqueaban el pueblo, los indios se dedicaron a secuestrar y cautivar a 250 mujeres y niños.
Desde Salto se retiró hacia el sudoeste, internándose en la llanura pampeana. Diversos autores lo dieron por acampado en distintos lugares, llegando hasta a mencionar la Sierra de la Ventana, aunque esta parece estar demasiado lejos para una excursión de meses. Por alguna razón no creyó que todavía pudiera ser conveniente partir hacia Chile, aunque comenzaba justamente en ese momento la época de cruzar la Cordillera de los Andes.
Si los actos de Carrera resultan difíciles de comprender y aceptar, la reacción del gobernador Rodríguez fue sencillamente ridícula. Se lanzó en busca de vengar el ataque, bramando insultos contra Carrera, pero dirigiéndose contra los indígenas. Y dado que los ranqueles eran muy difíciles de alcanzar en el desierto, decidió atacar hacia el sur, justamente en la única dirección que era seguro no había seguido Carrera. Atacó los indios mansos de la estancia de Francisco Ramos Mejía cerca de la actual ciudad de Maipú y causó entre ellos una matanza. El ataque encolumnó a todos los indios de la pampa contra las poblaciones blancas, que fueron destruidas y saqueadas en gran cantidad.

### El Tratado de Benegas
Creyendo solucionado el problema con los indígenas, que en realidad recién empezaba, Rodríguez volvió a Buenos Aires. Enseguida invitó a Estanislao López a firmar la paz, que fue acordada en la estancia de Benegas, cerca de Pergamino, el 24 de noviembre. Como mediadores actuaron el coronel Rosas y Juan Bautista Bustos, gobernador de la provincia de Córdoba. Se acordó que se reuniría un Congreso Federal en Córdoba, y que Buenos Aires pagaría a Santa Fe como indemnización 2000 pesos mensuales y se le entregarían 25 000 cabezas de ganado. El encargado de reunir la hacienda fue Rosas.
Si el Tratado del Pilar había elevado la importancia política del gobernador de Entre Ríos, el de Benegas lo dejaba simplemente de lado. Y también se olvidaba por completo de la cuestión de reconquistar la Banda Oriental, el sueño de Artigas que había heredado su vencedor, Ramírez.
En respuesta, Ramírez decidió lanzarse a atacar Buenos Aires, para obligar a esa provincia a atacar a los portugueses. Exigió, primeramente, la ayuda de Estanislao López, pero este se negó. Ramírez demandó que, al menos, López lo dejara pasar por su provincia para atacar a Buenos Aires; cosa que tampoco consiguió.

### La revolución de los apostólicos
Entre 1820 y 1824 gobernó Buenos Aires Martín Rodríguez, cuyo ministro Bernardino Rivadavia realizó históricas reformas (como la primera ley electoral en 1821, aplicada solo a la Provincia de Buenos Aires) y con el fin de modernizar la sociedad impulsó la reforma eclesiástica que suprimió el fuero eclesiástico y el diezmo, disolvió algunas órdenes religiosas que tenían escasos miembros y se incautó de sus bienes, como los del Santuario de Luján, de los de la Hermandad de Caridad, del Hospital de Santa Catalina y otros. Para oponerse a la reforma el 19 de marzo de 1823 estalló la "Revolución de los Apostólicos" encabezada por Gregorio García de Tagle pero fracasó después de varias horas de lucha. 
Tagle logró escapar a la Banda Oriental del Uruguay, con ayuda de Manuel Dorrego (el mismo a quien había desterrado injustamente en 1816 a España). El coronel José María Urien y el capitán José Benito Peralta fueron ejecutados, pero el juicio fue suspendido y sus documentos destruidos por orden de Rivadavia.
Tagle fue arrestado por el gobernador de Montevideo, Carlos Federico Lecor, que tardaría meses en liberarlo.

## Fin de la República de Entre Ríos

### Invasión de Ramírez a Santa Fe
De modo que Ramírez decidió atacar simultáneamente a los tres participantes del Tratado de Benegas: Buenos Aires, Córdoba y Santa Fe. Esta última sería el primer objetivo.
Tenía 2000 hombres listos para lanzarse al ataque y comenzó la invasión a Santa Fe.
El teniente coronel oriental Anacleto Medina cruzó el río Paraná con 200 hombres y capturó los caballos que López invernaba en Coronda. Solo después cruzó Ramírez hacia Santa Fe.
Desde Rosario fue enviado a su encuentro el coronel Lamadrid, que como primera medida debía reunirse con el segundo de López, coronel Juan Luis Orrego. Lamadrid decidió atacar por sorpresa, pero el sorprendido fue él, ya que Ramírez lo esperaba y lo derrotó en el combate de Carrizal de Medina, no muy lejos de Coronda, el 8 de mayo.
El 13 de mayo, el resto del ejército de Ramírez, es decir su infantería y artillería, al mando de García y Mansilla, atacó la ciudad de Santa Fe y se apoderó de los cañones que custodiaban el río Colastiné. Mansilla había pedido a Ramírez que no atacara su provincia. Y decidió que, dado que no había sido escuchado por este, lo traicionaría: en efecto, convenció a García de que estaba en una posición peligrosa y juntos retrocedieron.
La flota fluvial porteña enseguida bloqueó el puerto de Paraná.
Ramírez había quedado solo, y López, Rodríguez y Bustos marchaban contra él. El gobernador porteño mandó nuevamente a Lamadrid a unirse a López, al frente de 1500 hombres, contra los 600 del Supremo entrerriano. Creyendo que esta desproporción era suficiente para vencer, Lamadrid volvió a atacar de frente el 24 de mayo y se mezcló con sus soldados en la batalla. Sin dirección, los más numerosos porteños, fueron rápidamente vencidos. La mitad de las fuerzas, sin embargo, fueron salvadas por el coronel Arévalo, que logró unirse con el ejército de López. De todos modos, las fuerzas de Ramírez quedaron reducidas a 400 soldados.
Así reforzado, López atacó a Carrera al atardecer del 26 de mayo, encerrándolo entre el río Paraná y sus fuerzas. Ramírez comenzó la batalla con ventaja; pero López, hábilmente, lo fue encerrando contra las barrancas del río. Poco antes de medianoche, Ramírez lograba abrirse camino con unos 300 hombres (entre los que iba su amante, la Delfina), mandados por los oficiales Medina, Meriles, Ramírez Chico y Miguel Galarza.
Sobre la costa del río Tercero, Ramírez se unió al general Carrera, que estaba buscando a Bustos, a quien había vencido poco antes. Juntos atacaron al gobernador cordobés en Cruz Alta, pero este se había atrincherado eficazmente entre el río y varias líneas de carretas y tunas, y no hubo forma de sacarlo de allí.
Ramírez se lanzó hacia el norte, separándose de Carrera, que había decidido partir para Chile. Desde Córdoba había salido a perseguirlo el gobernador delegado, Francisco Bedoya; y desde Santa Fe, el coronel Orrego. El caudillo intentó pasar entre ellos hacia el norte, buscando llegar al Chaco y desde allí a la costa del Paraná, para regresar a su República. Pero fue alcanzado por Orrego el 10 de julio en Chañar Viejo (cerca de Villa de María de Río Seco y de San Francisco del Chañar) y completamente derrotado en la llamada batalla de Río Seco. Cuando huía, se detuvo a ayudar a la Delfina, cuyo caballo estaba cansado y fue alcanzado por una bala y muerto. Sus hombres pudieron salvarse y regresar a Corrientes.
El 26 de julio, en Colastiné, la flota de Monteverde fue destrozada por la porteña de Leonardo Rosales, muriendo el capitán de la flota federal.
La cabeza de Ramírez –junto a su bandera– fue llevada a López, que la hizo embalsamar y, durante algún tiempo, la exhibió en una jaula.

### Disolución de la República de Entre Ríos
En ausencia de Ramírez, era gobernador delegado su medio hermano Ricardo López Jordán (padre). Al saberse la noticia de la muerte de Ramírez, hizo reunir un congreso general, que debía elegir al sucesor de su hermano, cuidando que los candidatos fueran sus partidarios. Se dirigió hacia Corrientes, donde la población comenzaba a reclamar autonomía.
Pero el principal problema estaba en Entre Ríos, donde el 23 de septiembre, el coronel Mansilla se levantó contra López Jordán. Logró reunir una asamblea popular en la Bajada, con el apoyo de García, Eusebio Hereñú, recién vuelto desde Buenos Aires, Pedro Barrenechea y Juan León Solas. Tenía también el apoyo de Evaristo Carriego —a pesar de que este dependía de López Jordán para mantenerse en el poder en Corrientes— Anacleto Medina, y de Estanislao López, que se instaló en Paraná. Además lo apoyaba la flota porteña, ahora al mando de José Matías Zapiola, que se estacionó en Paraná.
El 30 de septiembre, falto de apoyo, López Jordán comenzó a huir por el interior de la provincia. Hereñú se lanzó a perseguirlo, y el 20 de octubre lo derrotó en Gená, obligándolo a expatriarse en Paysandú.
Tras una breve resistencia del congreso provincial, la República fue dada por desaparecida y Mansilla asumió el gobierno.
El 22 de enero de 1823 se firmó el Tratado del Cuadrilátero entre Buenos Aires, Santa Fe, Entre Ríos y Corrientes. En él se llamaba a la reunión de un nuevo congreso en Buenos Aires, dejando de lado al congreso que ya estaba reunido en Córdoba, al que llamaba despectivamente «diminuto congreso». Esto se hizo por presión de los diputados porteños, enviados por el ministro Bernardino Rivadavia, y firmemente apoyados por Mansilla, que también era porteño.
El gobierno de Mansilla fue casi una intervención porteña en Entre Ríos; se allanó en todo a la política de Rivadavia, y si mantuvo alguna autonomía se debió más a sus veleidades de gobernador que a inexistentes ideales federales.
Los antiguos partidarios de Ramírez hicieron un último intento el 29 de mayo, ocupando Concepción del Uruguay. Fueron completamente derrotados en combate de Paso del Molino; de los jefes involucrados, escapó el coronel Berdún, antiguo oficial de Artigas. Los otros tres jefes fueron capturados: Anacleto Medina y Juan José Obando fueron enviados presos a Santa Fe, mientras que Gregorio Píriz fue ejecutado. Anacleto Medina tuvo un destino muy distinto: fue enviado a la provincia de Buenos Aires al frente de dos escuadrones que debían combatir contra los indígenas del sur de esa provincia. Fue un insólito caso de venta de tropas de una provincia a otra.
Después de algunos intentos de los partidarios de Ramírez de volver al poder, muy poco exitosos, la provincia de Entre Ríos estuvo en paz durante la mayor parte del gobierno de Mansilla. Al parecer, la intención de este era reincorporar a esa provincia a la de Buenos Aires, pero este proyecto no fue apoyado siquiera por el gobierno porteño.
El último conato de guerra civil de este período fue la invasión de Eusebio Hereñú, que remontando el río Uruguay, atacó Concepción del Uruguay el 20 de diciembre de 1823. Pocos días después, el nuevo gobernador, Solas, logró separar a Hereñú del grupo invasor. Este quedó al mando del comandante Pedro Espino, que se sometió a Solas el 3 de enero de 1824.

### La paz en Santa Fe y Corrientes
En Corrientes, la noticia del alzamiento de Mansilla catalizó una revuelta provincial. El 12 de octubre, el coronel Evaristo Carriego fue depuesto por sus propios oficiales y puesto en prisión. En su lugar fue elegido gobernador el comandante de armas Nicolás de Atienza, que convocó a un congreso provincial. Este sancionó una constitución provincial de apuro y eligió gobernador a Juan José Fernández Blanco en diciembre de 1821.
Durante los años siguientes, Corrientes no tuvo conflictos internos importantes: el único incidente se inició con el motín de los soldados del comandante de armas, Agustín Díaz Colodrero, que se negaron a cruzar al Chaco a vengar una invasión de indígenas. El gobierno tardó bastante en reaccionar, y lo hizo deponiendo a Díaz Colodrero. Pero sus mismos soldados se negaron a aceptar otro jefe, y atacaron la capital de la provincia el 19 de abril de 1824. Algunos personajes pretendieron unirse a la supuesta revolución, pero como en realidad no era más que un motín de cuartel, fue derrotada con facilidad. Díaz Colodrero se mudó a Córdoba, donde moriría años más tarde en la batalla de La Tablada.
La provincia de Santa Fe, la más castigada por la guerra civil hasta entonces, pudo disfrutar de una década en paz. El único hecho armado fue un intento de revolución por parte del coronel Obando; pero este fue descubierto y ejecutado, mientras sus socios civiles, Manuel Leiva y Cosme Maciel, fueron expulsados de la provincia.

## La anarquía en el interior

### Caos en Cuyo
La revolución iniciada en Cuyo por Mariano Mendizábal no seguía órdenes de nadie; los soldados del batallón de cazadores iniciaron su marcha hacia el norte dirigidos por el ahora coronel Francisco Solano del Corro, anunciando que volverían a la guerra, a órdenes de Güemes – Del Corro era salteño. El gobernador Luzuriaga exigió la liberación de los presos, por lo que Del Corro cambió de idea y avanzó hacia Mendoza. Eso causó la renuncia de Luzuriaga, pero de todas formas su vanguardia atacó a Del Corro en su campamento de Jocolí. Con el choque aún indeciso, retrocedió hacia San Juan, donde se enteró de que Mendizábal había puesto en libertad a su excomandante, el coronel Severo García de Sequeira. Lo alcanzó y lo hizo asesinar. A sus fuerzas se unió un cuerpo venido de Mendoza, también alzado contra Luzuriaga, al mando de Francisco Aldao, hermano del famoso exfraile y futuro caudillo, José Félix Aldao.
El gobierno de San Juan pasó al cabildo, que se lo encargó al primer alcalde, José Ignacio Fernández Maradona, que tras largas negociaciones, logró sacarse de encima a Del Corro, que tras saquear los alrededores de la capital sanjuanina, en el mes de julio hizo una segunda entrada a Mendoza. Le salió al cruce el coronel Bruno Morón en Jocolí; no se atrevió a continuar y retrocedió. Hasta allí lo fue a buscar el general Francisco Fernández de la Cruz, el depuesto por el motín de Arequito, con las fuerzas que pudo organizar en Mendoza y con las milicias de San Juan, obligándolo a huir.
En enero, se hizo cargo del gobierno de Mendoza el alcalde José Vargas, pero no pudo mantener el orden, alterado por las intentonas de Del Corro y sus aliados, y por la salida de las tropas que logró sacar Luzuriaga hacia Chile. En febrero se hizo cargo del gobierno el teniente coronel Campos y luego el cabildo mismo. A fines de julio, el cabildo, aún dominado por los que habían sido aliados de San Martín, terminó dando el gobierno a Tomás Godoy Cruz, un continuador de la política del Directorio. Este logró dar un poco de orden a la provincia, mientras el general Fernández de la Cruz organizaba el ejército, que sería muy útil poco después para derrotar a Carrera.
Del Corro logró salir de La Rioja con un pequeño resto de sus fuerzas, camino de Salta. Pero antes de entrar en esa provincia, la mayor parte de estos hombres desertaron y regresaron a La Rioja, donde Quiroga los incorporó al ejército provincial riojano. Participarían en las guerras civiles de los siguientes quince años. Todavía Del Corro logró reunir una especie de pequeña montonera con la que se dirigió hacia Salta, para lo que pretendió cruzar Tucumán por los alrededores de la capital, pero fue vencido por las fuerzas del gobernador Aráoz.
En la provincia de San Luis no hubo revolución; su autonomía se originó en las negociaciones entre los gobernadores Mendizábal, de San Juan, y Campos, de Mendoza, que dieron autonomía a las tres provincias cuyanas. El cabildo asumió el gobierno local deponiendo en forma relativamente pacífica a Dupuy, el delegado de Luzuriaga, y fue nombrado gobernador el alcalde José Santos Ortiz, un rico y culto hacendado. Si hubo una guerra civil, fue solamente la de la invasión de Carrera, al año siguiente. La paz volvió a reinar entre sus habitantes, tal vez porque tuvieron que sufrir mucho en esa época por las invasiones de los indígenas ranqueles desde el sur.

### En La Rioja
Al saberse la llegada de José Javier Díaz al gobierno cordobés, sus antiguos enemigos, los Dávila, se apuraron a declarar la autonomía de La Rioja; pero se movió más rápido el general Francisco Ortiz de Ocampo, que se hizo nombrar gobernador el 1.º de marzo de 1820. Acusó a la familia enemiga de fraguar una conspiración, con lo que llevó al destierro a varios miembros de la misma, y después reprimió la sublevación del mismo personaje que le había servido para su falsa acusación, que terminó fusilado.
A principios de septiembre de 1820 entró la división de Del Corro en La Rioja, donde el gobernador Ocampo le negó el paso. El 26 de septiembre se enfrentaron en la Posta de los Colorados, cerca de Patquía, donde fue rápidamente derrotado el improvisado ejército de Ocampo, en el que las únicas tropas útiles eran las de Facundo Quiroga, comandante del Departamento de los Llanos.
Del Corro ocupó La Rioja y se dedicó a reunir contribuciones forzosas para sus fuerzas, mientras Quiroga reunía nuevamente sus hombres en el sur de la provincia. Antes de la llegada de Quiroga, su propio segundo jefe, Francisco Aldao, derrocó a Del Corro y lo mandó a la cárcel. No le sirvió de mucho: pocos días después, Facundo entraba a La Rioja, derrotando en las calles a Aldao con su pequeña tropa de 80 hombres; esa fue la primera victoria del famoso caudillo.
El gobernador Ocampo fue reemplazado por el coronel Nicolás Dávila, uno de los emigrados de principios de ese año, que gobernó más o menos en paz por dos años. Sin embargo, el final de su gobierno fue, posiblemente, peor que el de Ocampo: Dávila pretendió concentrar todo el poder en sí mismo, eludiendo el accionar de la legislatura.
Como su centro de actividades estaba en Famatina, trasladó la sede de su gobierno a esa localidad, con la activa oposición de la legislatura. Esta confió el mando de las tropas a Facundo Quiroga, mientras Miguel Dávila aprovechaba un viaje del jefe llanisto San Juan para quitarle sus milicias. Cuando los dos bandos estaban a punto de enfrentarse, regresó Facundo y transó una tregua con el gobierno.
Pero los Dávila no se rindieron y reunieron un ejército para atacar la capital. Contaban con que Quiroga la defendería, y que de esa manera derrotarían a sus dos enemigos de un golpe. El coronel Manuel Corvalán intentó mediar entre ellos, lo que fue aceptado por Quiroga. Pero la negativa de Dávila llevó a la batalla de El Puesto, del 28 de marzo de 1823. Allí chocaron los dos pequeños ejércitos, mientras Quiroga y Miguel Dávila se enzarzaban en un combate personal. El caudillo fue herido, pero Dávila cayó muerto.
Después de la batalla, Quiroga decidió una amplia amnistía y la legislatura lo nombró gobernador. Terminaba el período del dominio de las familias ricas de La Rioja, y comenzaba el predominio de Facundo Quiroga. Este renunció en julio al gobierno, que pasó al hacendado Baltasar Agüero. No obstante, durante el resto de la década fue Quiroga quien gobernó de hecho la provincia, desde el cargo de comandante de armas.
Juan Bautista Bustos, el gobernador cordobés, había aceptado pasivamente la secesión riojana para no provocar una nueva guerra civil. En su propia provincia, Córdoba, no hubo por esa época más guerra civil que la que le llevaría Carrera. Una revolución contra Bustos fracasó antes de llegar a los hechos. Otra más, dirigida por Faustino Allende y el futuro general Paz, fracasó sin consecuencias; el mismo Paz parece haber hecho fracasar la segunda, por su desprecio a las montoneras que participaban en ella.

### La autonomía santiagueña
El gobernador tucumano, Bernabé Aráoz, había tenido que anular dos elecciones de capitulares para hacer reconocer su autoridad por Santiago del Estero. Tras muchos roces, el caudillo tucumano logró hacer reconocer por esa región la República de Tucumán.
Los notables de la ciudad siguieron pidiendo mayor autonomía, pero después del fracaso de las dos revoluciones de Juan Francisco Borges estaban acobardados.
Pero el 28 de enero de 1820, el comandante de la frontera del Chaco, coronel Juan Felipe Ibarra, informó al oficialmente cabildo santiagueño sobre el motín de Arequito y la caída del gobierno directorial cordobés; en la misma carta informaba que se ponía en marcha sobre la ciudad. No se sabe si estaba ya de acuerdo con los autonomistas, pero el hecho es que estos consideraron que había llegado la hora de la revolución. La elección de los diputados al Congreso provincial tucumano fue escandalosa, lo que causó la llegada de Ibarra, que tomó la ciudad por asalto, expulsando al teniente de gobernador Echauri. El cabildo, a falta de otro mejor y previendo la respuesta militar tucumana, lo nombró gobernador de la provincia el 31 de marzo. También lo ascendió a general.
Los notables santiagueños pensaron en Ibarra solamente como el mandón militar necesario. Los políticos con experiencia de Santiago —los Gorostiaga, Frías, Taboada, Alcorta— confiaron en poder manejarlo... y terminaron por ser sus subordinados. Ibarra solamente dejaría la gobernación el día de su muerte, más de 30 años más tarde, excepción hecha de las ocupaciones tucumanas y unitarias. Ni siquiera se hizo reelegir, como hacían los otros caudillos: simplemente, su mandato no tenía término. El único caso similar era el de Estanislao López, de Santa Fe.
Aráoz, como es natural, amenazó con recuperar la provincia rebelde por la fuerza; pero Ibarra y el cabildo alargaron el conflicto en forma de largas discusiones, con alegatos de una y otra parte y numerosos comisionados ante el caudillo tucumano. Recién el 27 de abril se declaró formalmente la autonomía de la provincia.
Curiosamente, Aráoz siguió pensando durante meses que podía volver a la obediencia a Santiago del Estero. Recién a principios del año siguiente lanzó una campaña que llegó a ocupar la capital, mandada por el exteniente de gobernador Iramain, que fue derrotado por Ibarra en Los Palmares, el 5 de febrero de 1821.
El santiagueño se había movido con mucha habilidad, y había convencido a los gobernadores de Córdoba y Salta, Bustos y Güemes, de apoyarlo contra Aráoz. Para ello había apoyado al coronel Alejandro Heredia, que había llevado algo menos de la mitad del Ejército del Norte hasta Salta, ayudado por Ibarra.

### Campaña de Carrera en viaje hacia Chile

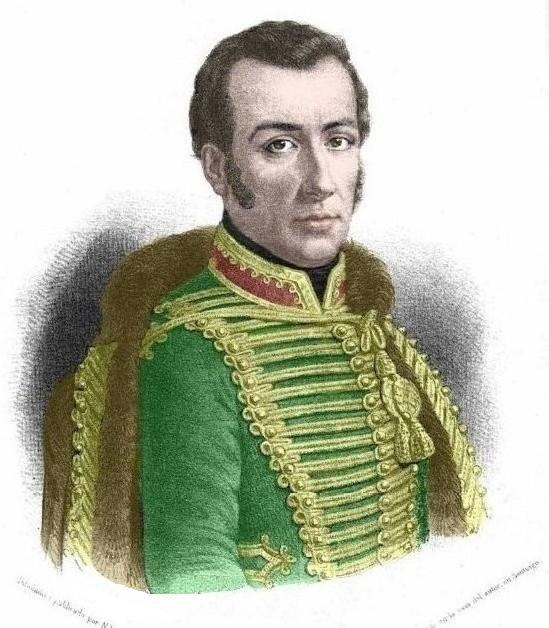
José Miguel Carrera.

A principios de 1821 había reaparecido José Miguel Carrera al frente de su horda de bandoleros, exiliados chilenos e indígenas. Avanzó sobre el fuerte de Melincué, y a continuación atacó La Carlota. Allí lo esperaba Bustos, que marchaba a unirse a los ejércitos que ya estaban preparados para rechazar el inminente ataque de Francisco Ramírez, y que logró rechazarlo. Siguiendo su camino hacia Chile, entró a San Luis, perseguido de cerca por el mismo Bustos, al que derrotó el 9 de marzo en Chaján. Dos días después venció también al ejército puntano al mando de Luis Videla en la Ensenada de las Pulgas, hoy Villa Mercedes. Después regresó hacia Córdoba en persecución de Bustos, algo que le sería fatal a largo plazo. Se unió a Carrera el líder montonero de Fraile Muerto, Felipe Álvarez, y fracasaron juntos contra el gobernador cordobés en Cruz Alta. Mientras el jefe de la división sanjuanina, coronel Ventura Quiroga, entraba en negociaciones con Carrera, que parecía invencible después de su victoria sobre el Ejército de Cuyo, el gobernador puntano, doctor José Santos Ortiz, preparaba sus fuerzas.
Carrera regresó hacia San Luis y ocupó la ciudad varios días. Una división mendocina, al mando del general Bruno Morón fue enviada a enfrentarlo en la época de la invasión a San Luis. Como Carrera había retrocedido, continuó su marcha hacia Córdoba, logrando apoderarse de su tropa de carretas el 7 de julio en el paso de San Bernardo, sobre el río Cuarto. A la mañana siguiente fue atacado por el ejército de Carrera en Río Cuarto; allí, las fuerzas de Morón hicieron retroceder a las fuerzas enemigas con una descarga de fusilería. Morón ordenó atacar, pero sus hombres no lo siguieron, de modo que quedó solo a mitad de camino entre ambas fuerzas. En lugar de detenerse, el caballo de Morón patinó y lo arrojó al piso, donde fue muerto por los montoneros. Los cuyanos lograron rechazar por segunda vez al enemigo, pero la tercera carga, dirigida por el coronel José María Benavente, logró la victoria para el general chileno.
Carrera entró en la ciudad de San Luis, abandonada por sus pobladores, y allí se comportó en forma inesperadamente civilizada.
A mediados de agosto inició la marcha hacia Mendoza.
Tras capturar unos caballos en Guanacache, avanzaron hacia la capital mendocina, donde el general Fernández de la Cruz había logrado organizar el ejército provincial.
Le salió al cruce el jefe de las milicias mendocinas, José Albino Gutiérrez, a quien acompañaba el jefe de la caballería de San Juan, coronel Manuel Olazábal. Estos escondieron la infantería detrás de las filas de la caballería, por lo que cada carga de los montoneros fue a chocarse con la infantería mendocina. Cuando la energía de los ataques de Benavente disminuyó, Olazábal atacó con el eficaz estilo de los Granaderos a Caballo, destrozando todo a su paso.
Los hombres de Carrera huyeron, pero el general fue capturado por uno de sus oficiales. Fue fusilado en Mendoza, el 4 de septiembre de 1821, acompañado por Felipe Álvarez. Benavente pudo salvarse.

### Guerra entre Salta y Tucumán
Después del inicio de la invasión de San Martín al Perú, Güemes vio disminuidos los efectivos realistas frente a su frontera; era el momento de iniciar la campaña al Alto Perú, postergada desde hacía años. Para ello contaba con sus gauchos, con los hombres del Ejército del Norte que había traído Alejandro Heredia y con los soldados que le llevaba desde Cuyo el rebelde Del Corro. Pero el gobernador de Tucumán, Bernabé Aráoz, no dejó pasar a Del Corro y se negó a entregar a Güemes las armas del Ejército tomadas en noviembre de 1819.
Después de meses de insistencia, Güemes lanzó un ultimátum al gobernador y decidió ir a buscar él mismo las armas que tenía Aráoz. Acababa de producirse el segundo choque entre los leales a Aráoz con los federales santiagueños de Ibarra, por lo que este se puso de acuerdo con Güemes para atacar Tucumán.
A través de los Valles Calchaquíes, el coronel Apolinario Saravia invadió Catamarca, ocupando la ciudad sin lucha y declarando la autonomía. Al mismo tiempo, el ejército de Güemes marchó desde el norte hacia Tucumán, uniendo a las suyas las fuerzas de Ibarra, y exigió la renuncia de Aráoz. Aunque estaba en desventaja, Aráoz se negó y se preparó para luchar. Contra él marcharon Heredia e Ibarra.
Tras un breve choque favorable a los salteños, la batalla de Rincón de Marlopa, del 3 de abril de 1821, fue favorable a los tucumanos. Las fuerzas de Aráoz, al mando del coronel Abraham González, y en el que figuraban oficiales tan variados como Javier López, el salteño Manuel Arias —antiguo héroe de la guerra gaucha que se había disgustado con Güemes—, Celedonio Escalada y Gerónimo Zelarayán, derrotaron completamente a los salteños y santiagueños, que dejaron en el campo a todos sus infantes y artilleros prisioneros, con todas sus armas.
Güemes no solamente no había recuperado las armas en poder de Aráoz, sino que acababa de perder las suyas, salvo las de caballería. Estuvo a punto de volver a atacar, pero en ese momento se enteró de que había sido depuesto por una revolución de las clases altas en Salta. Regresó a su ciudad y retomó el gobierno sin problemas.
La República de Tucumán se había salvado; Aráoz logró recuperar también Catamarca, enviando hacia allí a Arias y al coronel Manuel Figueroa Cáceres. Pero este cambió de bando casi al día siguiente a su victoria y se unió a Ibarra y Güemes en una nueva alianza. Duró muy poco, pero estaba claro que Aráoz ya no podría seguir resistiendo rodeado de enemigos. Ibarra volvió al ataque, pero fue vencido en dos pequeños encuentros e inició tratados de paz, que Aráoz tuvo que aceptar. El 5 de junio se firmaba el Tratado de Vinará, que reconocía la separación de la provincia de Santiago del Estero de la de Tucumán.

### La autonomía catamarqueña
El fracasado intento de autonomía de abril de 1821 revelaba que también Catamarca deseaba separarse del gobierno de Tucumán. Solo impulsados por ese deseo autonómico, el 25 de febrero de 1821, un cabildo abierto declaraba la autonomía de la provincia de Catamarca. Sin oposición, el movimiento dirigido por los líderes federales Eusebio Ruzo y Manuel Figueroa Cáceres puso en el gobierno al mismo delegado de Aráoz, Nicolás Avellaneda y Tula.
Pero Avellaneda pretendió liberarse de la tutela de los federales, quitando su autoridad militar a Marcos Figueroa, el caudillo más importante del oeste. Esto provocó una revolución en octubre, que lo arrestó y lo mantuvo preso durante más de una semana y nombró gobernador a Eusebio Ruzo. Un acuerdo entre los dos bandos permitió volver al gobierno a Avellaneda, pero este descubrió que no podía gobernar a su antojo, y terminó renunciando a principios de 1822 y huyendo a La Rioja. El gobierno pasó nuevamente a Ruzo, que gobernó en paz con el apoyo del partido federal local. Algunos de los jefes adictos a Avellaneda, como Manuel Antonio Gutiérrez, debieron pasar un tiempo en el exilio, bajo la protección de Aráoz.

### La herencia de Güemes
Unos días después del Tratado de Vinará, los realistas conseguían hacer su último avance hasta Jujuy y Salta, causando la muerte del general Güemes. Las milicias salteñas, sin su jefe, sitiaron al general Pedro Antonio Olañeta en la ciudad, y poco después lo obligaban a evacuarla. El 15 de julio entraban nuevamente los patriotas en la capital de la provincia.
Con la desaparición del caudillo, el partido que asumió el mando fue el que había sido su opositor, ya que Olañeta había preferido negociar con este sector, en el que figuraban algunos dirigentes que lo habían llamado para invadir Salta.
El 15 de julio asumió como gobernador interino el coronel Saturnino Saravia, rodeado de los miembros de la «patria nueva», curioso nombre de los que habían dudado de la fidelidad a la Patria porque les costaba mucho dinero y prestigio. Reunió una junta electoral, que nombró gobernador a uno de ellos, José Antonio Fernández Cornejo.
Los miembros de la «patria vieja», es decir, el partido que siempre había seguido a Güemes, esperaron hasta el regreso de los oficiales que habían perseguido a Olañeta, y el 22 de septiembre derrocaron al gobernador por medio de una sangrienta revolución. En su lugar colocaron al más ilustrado y más rico miembro de su partido, el general José Ignacio Gorriti, que hizo un gobierno de unión: nombró al federal Pablo Latorre comandante de armas, y a Fernández Cornejo de teniente de gobernador de Jujuy. Hizo el mismo reparto salomónico para los demás cargos importantes. De todos modos tuvo que vencer una revolución en su contra en diciembre.

### Anarquía en Tucumán
Aráoz nunca llegó a reaccionar ante la autonomía catamarqueña, ya que solo tres días más tarde, el 28 de agosto de 1821, los oficiales opositores derrocaban a Aráoz, dirigidos por Abraham González, un oficial oriental de escasa importancia personal que sin embargo asumió el gobierno. La causa de su deposición fue una serie de rivalidades internas: sobre todo, de los cabildantes contra los hacendados que formaban el partido de Aráoz y de sus oficiales contra los favoritos del gobernador depuesto, es decir, Javier López, Manuel Arias y Gerónimo Zelarayán.
Lo primero que debió hacer el nuevo gobernador fue acordar con los oficiales adictos a Aráoz, a los que debió sobornar para que no lo atacaran. Si bien logró mantenerse en el poder unos meses, al poco tiempo tuvo que enfrentar la oposición de varios oficiales partidarios de Aráoz. En noviembre, el coronel José Ignacio Helguero reunió tropas en Burruyacú, avanzando hasta cerca de la capital provincial, pero fue arrestado y expulsado.
En los primeros días de 1822, los coroneles Helguero, Javier López y Diego Aráoz atacaron la ciudad, obligando al gobernador a retirarse a Lules. La defensa de la ciudad fue derrotada al día siguiente, 8 de enero, como resultado de un violento combate en el centro mismo de la ciudad. Las tropas rebeldes del general Zelarayán – muerto en la lucha – quedaron al mando de Javier López, un antiguo capataz de Aráoz. González fue arrestado y enviado a Buenos Aires, donde fue protegido por su hermano, el después coronel Bernardo González. El gobierno fue asumido por Diego Aráoz, que renunció unos días después para dejarle el mando a don Bernabé Aráoz.
Pero a fines de marzo, Diego Aráoz y Helguero se rebelaron contra el gobernador; tras varios hechos de armas menores, y fracasados intentos de conciliación, renunció don Bernabé al gobierno, dejando la ciudad en acefalía. El 6 de mayo la ciudad fue tomada por López, con ayuda del santiagueño Ibarra. El día 11 los derrotó Bernabé Aráoz, cuyas tropas saquearon la ciudad. Varios gobiernos efímeros se sucedieron en menos de un mes, hasta que regresó al gobierno don Bernabé, apoyado por sus milicias rurales.
Apenas un mes más tarde, Diego Aráoz volvió a atacar la ciudad y ocuparla: asumió nuevamente el gobierno. El 24 de octubre, don Bernabé venció en el Rincón de Valladares a Javier López, Diego Aráoz y el catamarqueño Manuel Gutiérrez, y volvió al gobierno. La provincia era ya un caos, pero este último gobierno de Aráoz logró una muy relativa tranquilidad, al precio de que la oposición se moviera enteramente en secreto, organizando la reacción.
En agosto de 1823, López reunió rápidamente a sus hombres y atacó San Miguel de Tucumán. Derrotó a las fuerzas del gobierno en la Ciudadela, y a las tres de la mañana del 5 de agosto ocupó la ciudad. Se nombró a sí mismo gobernador, mientras Aráoz reorganizaba las milicias rurales; el 25 de agosto de 1823 se dio la batalla decisiva en Rincón de Marlopa, en el otro extremo del Campo de las Carreras. Tras un duelo de artillería, los 400 hombres de Aráoz fueron derrotados, dejando 40 muertos y 60 prisioneros.
Aráoz se refugió en Salta; no queda claro por qué, si no tenía aliados allí, y sí en el interior de la provincia. El gobierno quedó en manos de Diego Aráoz, que lograría mantenerse en el poder unos meses; tras el interinato de Nicolás Laguna, volvió al poder Javier López.
Bernabé Aráoz siguió conspirando en Salta, pero no logró reunir tropas suficientes para regresar. Finalmente, en marzo de 1824 fue arrestado y enviado a Tucumán por orden del gobernador salteño, general Arenales. Fue fusilado en Trancas el 24 de marzo de 1824. Con ese hecho, que no fue realmente un acto de guerra civil, quedó sellada la paz en Tucumán.

## Consecuencias de las primeras guerras civiles
Como consecuencias de esta larga guerra civil, que duró seis años, se pueden mencionar:
- La caída del gobierno del Directorio.
- La autonomía provincial de las provincias de Corrientes, Entre Ríos y Santa Fe, que ya no dependerían de la de Buenos Aires.
- La igualación, al menos teórica, de los derechos de autogobierno de los pueblos de cada una de estas provincias.
- Proyectos de un futuro golpe de Estado en la Provincia de Tarija comandando el general Andrés de Santa Cruz y gobernantes de la República de Bolivia, poniéndose también de acuerdo con algunos tarijeños.
- La autonomía nominal de la Provincia Oriental; esta no podía ser aplicada, porque se encontraba invadida por Portugal. Cuando fuera nuevamente aplicada, por medio de la Guerra del Brasil y los tratados que le dieron fin, se convertiría en la Independencia absoluta de la República Oriental del Uruguay.
- El régimen federal de gobierno para toda la Argentina. Este sería ignorado aún unos años por los unitarios, pero finalmente prevalecería.

Esta guerra sería solo la primera de las guerras civiles argentinas. La definitiva configuración política de la Argentina obligaría a sus provincias a combatir entre sí durante otros sesenta años, hasta la pacificación definitiva en 1880.